# Segosero
Der Segosero (russisch Сегозеро; karelisch und finnisch Seesjärvi) ist ein ursprünglich natürlicher See in der Republik Karelien im Nordwesten Russlands, der durch Aufstau in ein Reservoir umgewandelt wurde.     
Das Einzugsgebiet des Segosero umfasst 7460 km².
Wichtigste Zuflüsse des Segosero sind Woloma und Luschma.
Die Segescha entwässert den See zum nordöstlich gelegenen Wygosero.
Im Anschluss an die Fertigstellung eines Wasserkraftwerks an der Segescha wurde die Wasserfläche des Segosero von 815 km² auf 906 km² vergrößert. 
Die jährlichen Schwankungen des Wasserspiegels betragen 2,4 m.
Zwischen Dezember und Mai ist der See zugefroren.